# Interzonenturnier Subotica 1987
Das Interzonenturnier Subotica 1987 wurde im Juli und August 1987 als Rundenturnier mit 17 Teilnehmern in Subotica ausgetragen. Es wurde vom Weltschachbund FIDE organisiert und sollte drei Teilnehmer der Kandidatenmatches zur Schachweltmeisterschaft 1990 ermitteln. 

## Turnierverlauf
Ursprünglich waren 18 Teilnehmer vorgesehen. Der deutsche Großmeister Robert Hübner sagte seine Teilnahme kurzfristig ab. Der US-Amerikaner Lubomir Kavalek zog sich nach sechs Runden zurück. Seine Ergebnisse wurden annulliert. Er hatte gegen Ernst gewonnen, gegen Popović verloren sowie gegen Short, Marjanović, Tschernin und Prasad remisiert. Ab diesem Zeitpunkt waren in jeder Runde zwei Spieler spielfrei. Der Ungar Ribli verzichtete auf einen Stichkampf um den Nachrückerplatz gegen Michail Tal. Dieser wäre allerdings ohnehin bedeutungslos geblieben, da im Kandidatenwettkampf kein Nachrücker benötigt wurde.

## Abschlusstabelle
|    | Teilnehmer           | 01 | 02 | 03 | 04 | 05 | 06 | 07 | 08 | 09 | 10 | 11 | 12 | 13 | 14 | 15 | 16 | Punkte |
| -- | -------------------- | -- | -- | -- | -- | -- | -- | -- | -- | -- | -- | -- | -- | -- | -- | -- | -- | ------ |
| 01 | Gyula Sax            |    | 1  | ½  | ½  | ½  | 1  | 1  | ½  | ½  | 0  | 1  | ½  | 1  | ½  | 1  | 1  | 10½    |
| 02 | Nigel Short          | 0  |    | ½  | ½  | 1  | 1  | ½  | 1  | ½  | 1  | ½  | 1  | ½  | 1  | ½  | 1  | 10½    |
| 03 | Jonathan Speelman    | ½  | ½  |    | 0  | 1  | ½  | ½  | ½  | 1  | ½  | 1  | 1  | ½  | 1  | 1  | 1  | 10½    |
| 04 | Michail Tal          | ½  | ½  | 1  |    | ½  | ½  | 1  | ½  | ½  | ½  | 1  | 1  | ½  | 1  | 0  | 1  | 10     |
| 05 | Zoltán Ribli         | ½  | 0  | 0  | ½  |    | ½  | ½  | ½  | 1  | ½  | 1  | 1  | 1  | 1  | 1  | 1  | 10     |
| 06 | Amador Rodríguez     | 0  | 0  | ½  | ½  | ½  |    | ½  | ½  | ½  | 1  | 0  | 1  | ½  | 1  | 1  | 1  | 8½     |
| 07 | Slavoljub Marjanović | 0  | ½  | ½  | 0  | ½  | ½  |    | ½  | 0  | ½  | 1  | 1  | ½  | ½  | 1  | 1  | 8      |
| 08 | Wassili Smyslow      | ½  | 0  | ½  | ½  | ½  | ½  | ½  |    | ½  | 0  | 0  | 1  | 1  | ½  | 1  | ½  | 7½     |
| 09 | Alexander Tschernin  | ½  | ½  | 0  | ½  | 0  | ½  | 1  | ½  |    | 1  | 0  | 0  | 1  | 0  | 1  | 1  | 7½     |
| 10 | Petar Popović        | 1  | 0  | ½  | ½  | ½  | 0  | ½  | 1  | 0  |    | 1  | 0  | 0  | ½  | ½  | 1  | 7      |
| 11 | Alonso Zapata        | 0  | ½  | 0  | 0  | 0  | 1  | 0  | 1  | 1  | 0  |    | ½  | 0  | 1  | ½  | 1  | 6½     |
| 12 | Thomas Ernst         | ½  | 0  | 0  | 0  | 0  | 0  | 0  | 0  | 1  | 1  | ½  |    | 1  | 1  | 1  | 0  | 6      |
| 13 | Lew Alburt           | 0  | ½  | ½  | ½  | 0  | ½  | ½  | 0  | 0  | 1  | 1  | 0  |    | ½  | 0  | ½  | 5½     |
| 14 | Xu Jun               | ½  | 0  | 0  | 0  | 0  | 0  | ½  | ½  | 1  | ½  | 0  | 0  | ½  |    | 1  | ½  | 5      |
| 15 | Devaki Prasad        | 0  | ½  | 0  | 1  | 0  | 0  | 0  | 0  | 0  | ½  | ½  | 0  | 1  | 0  |    | ½  | 4      |
| 16 | Ahmed Hamed          | 0  | 0  | 0  | 0  | 0  | 0  | 0  | ½  | 0  | 0  | 0  | 1  | ½  | ½  | ½  |    | 3      |